# Abitibiwinni
Die Abitibiwinni First Nation (Englisch) beziehungsweise Première Nation de Abitibiwinni (Französisch), sind ein Volk nordamerikanischer Indianer, die der Algonkin-Sprachfamilie angehören. Die knapp über 900 Stammesmitglieder leben überwiegend im Indianerreservat Pikogan in der kanadischen Provinz Québec, etwa drei Kilometer nördlich der Stadt Amos. Da diese mehrheitlich Französisch und Algonkin sprechen lautet die offizielle Bezeichnung Conseil de la Première Nation Abitibiwinni.
Zusammen mit weiteren sechs benachbarten First Nations (Kebaowek First Nation (Eagle Village First Nation - Kipawa), Anicinape de Kitcisakik Community, Kitigan Zibi Anishinabeg, Council of the Nation Anishnabe of Lac Simon, Long Point First Nation (Winneway), Wahgoshig First Nation) sind sie heute Mitglied des Algonquin Anishinabeg Nation Tribal Council (Englisch) bzw. des Conseil Tribal de la Nation Algonquine Anishinabeg.
Alle diese bereits genannten First Nations zusammen mit benachbarten (Mitchikanibikok Inik (Algonquins of Barriere Lake), Algonquins of Pikwàkanagàn First Nation (Golden Lake), Timiskaming First Nation, und Wolf Lake First Nation (Mahingan Sagaigan)) wurden und werden oft unter dem Sammelbegriff Abitibiwinni, Apitipiwinnik oder Abitibi als eine Volksgruppe zusammengefasst, da diese Algonkin Bands traditionell im Flussgebiet des Abitibi River und am Lake Abitibi lebten. Das Wort „Abitibi“ leitet sich aus ihrem Algonkin-Idiom als Bezeichnung für den Lake Abitibi als abitah nipi („Wasser in der Mitte bzw. zwischen“) ab.

## Sprache
Die Sprache der Abitibiwinni gehört der Sprachfamilie der Algonkin an. Heute wird das Abitibiwinni nur noch von etwa 60 Menschen gesprochen. Die meisten haben das in der Provinz Québec gesprochene Französisch angenommen.

## Kultur und Religion

### Gründungsmythen und Animismus
Neben der in allen Stämmen der Algonkin verbreiteten Legenden wie dem Mythos des Nanabozho, erklären die Gründungsmythen häufig eine enge Verbindung zu bestimmten Tieren (→ Totemismus). Eine davon erzählt, der Bär sei einmal ein Mensch gewesen. Dabei werden vor allem sein Respekt und sein friedliches Auftreten betont. Die Abitibi fühlen sich diesem Tier verbunden. Die Religion ist bei den Algonkin allgemein animistisch und orientiert sich an der Allbeseeltheit der Natur und ihrer Erscheinungen.

### Verständnis der Jahreszeiten
Wie bei vielen Algonkingruppen unterscheiden die Abitibiwinni sechs Jahreszeiten, den Herbst, den Vorwinter, dazu Winter, Vorfrühling, Frühling und Sommer. Die Bezeichnung der Monate entspricht der ihrer herausstechenden Eigenheiten. So ist der Januar der lange Mond, der Februar der Murmeltiermonat, der März ist der Gänsemonat, der April ist der Monat, wenn der Schnee auf dem See glänzt, der Mai ist der Blumenmonat, der Juni der Erdbeermonat, Juli heißt Himbeermonat, August Blaubeermonat, der September ist der Monat der Maisernte, der Oktober der Forellenmonat, der November des Coregonus, eine spezielle Forellenart und der Dezember ist der Winteranfang. Hierin spiegelt sich die auf Natur- und Agrarzyklen basierende Lebensweise wider. Das gilt auch für alltäglichste Dinge, wie Kindertragen, die tikanagan, die mit einem schützenden Bügel und einem Brett ausgestattet sind und grün und blau bemalt sind, um die zentralen Elemente Pflanzen und Luft zu repräsentieren.

### Gesellschaft und Lebensart
Die Algonkinstämme gehörten zu den patriarchal strukturierten halb-nomadischen Völkern und lebten als Jägervolk in den Flusstälern und an den Seen Quebecs. Sie verstanden sich vor allem auf die Jagd, den Fischfang und die Herstellung von Elchlederprodukten, sowie die Holzbearbeitung und den Kanubau. Gerben, Sammeln und Trocknen waren Frauenarbeit. Ihre Wohnräume bestanden aus kugelförmigen Stroh-, Fell- oder Rindenhütten. Sie hatten bereits um 1600 Kontakte mit Franzosen, sowie Pelzhändlern und verkauften oder tauschten mit diesen ihre Waren gegen europäische Güter wie Gewehre oder Perlen, Metallwaren oder Werkzeuge.

## Geschichte
Hauptartikel: Geschichte der Algonkin und Geschichte der First Nations
Die heutigen Abitibiwinni betrachten die Anicinapek der Archaischen Periode als ihre Vorfahren. Ausgrabungen am Lake Abitibi reichen bis in die Epoche von 4000 bis 500 v. Chr. zurück. Nach der Einteilung Alfred Kroebers in die nordamerikanischen Kulturareale gehören die Abitibiwinni zu den im nordöstlichen Kulturareal lebenden Ethnien, die rund um die Großen Seen siedelten.
Die Indianer vom Lake Abitibi werden erstmals in einer Parlamentsdebatte des Jahres 1897 erwähnt. Zu dieser Zeit waren sie eine Gruppe von Jägern und Sammlern, die in ihrem Traditionellen Territorium zyklische Wanderungen unternahmen. Dabei suchten sie in jährlichen Zyklen für Fischfang, Fallenstellerei und Jagd, aber auch für Rituale und Zeremonien bedeutsame Orte auf.
Dieses Gebiet erstreckte sich nord- und nordostwärts Richtung Long Sault bis Pierre, Harris und zu den Montreuil Lakes in Ontario, auch bis nach Quebec, genauer bis Amos. Nach Süden reichte das Traditionelle Territorium bis über den Kirkland Lake in Ontario hinaus und bis Rouyn in Quebec. Etwa bei Cochrane lag die westliche Grenze.
Das Reservat sollte 1906 mit Abschluss des Vertrags No. 9, einem der so genannten Nummerierten Verträge, errichtet werden. Dieser Vertrag, auch als James Bay Treaty bezeichnet, wurde am 7. Juni 1906 am Lake Abitibi in einem Posten der Hudson’s Bay Company unterzeichnet. Darin wurden 19.239 ha als Reservat am Abitibi Lake vorgesehen. Ein Teil von ihnen zog dorthin, ein anderer bevorzugte die Nähe zur neu gebauten Straße und schlossen sich den Wahgoshig (früher Abitibi-Ontario Band of Abitibi Indians oder Abitibi) an. Da das Traditionelle Gebiet der Apitipiwinnik die bis dahin im Grenzgebiet zwischen Ontario und Québec gejagt und gesammelt hatten, zum Teil in Québec lag, verweigerte die Provinzregierung von Ontario jedoch später die Anerkennung. Die Apitipiwinnik oder Abitibi, die bis 1939 in einem Gebiet von rund 230 mal 260 km lebten, waren nun in zwei Reservate abgedrängt.
Erst 1908 konnte die Bundesregierung erreichen, dass die Provinz Québec die Gruppe formal in Treaty 9 einschloss und ein Reservat zuerkannte. Bis heute liegen jedoch die Zuwendungen seitens der Regierung unter denen, die die anderen Treaty-9-Gruppen erhalten. Der Stamm erkannte die jeweils in der anderen Provinz lebenden Angehörigen als Stammesmitglieder an. Die Ontario Band of Abitibi Indians (Wagoshig) und die Abitibi Dominion Band of Abitibi Indians (Abitibiwinni) unterzeichneten im Juli 1908 den Vertrag in Abitibi Post und verzichteten damit auf ihre Rechte in der jeweils anderen Provinz.
1913 forschte der Anthropologe Frank Speck im Timiskaming Reserve bei Notre Dame du Nord im Auftrag des National Museum of Canada. Die dortigen Indianer der heutigen Timiskaming First Nation berichteten, die Lake Abitibi Indians gehörten sprachlich und kulturell zu ihrer Gruppe. Sie selbst bezeichneten sich als anishnbek (Plural von Anishinabe), ähnlich wie Ojibway, Mississauga, Ottawa und Potawatomi.
Der Bau der Eisenbahnen in der Region zwischen 1906 und 1912, also der Temiskaming and Northern Ontario Railway North von Süden und der National Transcontinental von Osten, brachte Siedler, Händler und Schürfer ins Land. Diese brachten Krankheiten und drastische kulturelle Veränderungen mit.
Bis 1972 war das Department of Indian Affairs in Québec sowohl für die Abitibi Dominion Band of Abitibi Indians in Quebec als auch für die Abitibi Ontario Band of Abitibi Indians zuständig. Danach übernahm das Ministerium von Ontario, vertreten durch Indian Affairs in Sudbury, die entsprechenden Aufgaben für die Abitibi Ontario Band. 1979 änderte die Abitibi Dominion Band ihren Namen in Abitibiwinni First Nation, während die Gruppe in Ontario fortan Wahgoshig First Nation hieß.
1958 wurde das heutige Reservat Pikogan für die Abitibi Dominion Band of Abitibi Indians geschaffen. Die ersten Häuser entstanden 1964 und wurden von Angehörigen der Algonquin von den Flüssen Temiscaming, Nottaway und Harricana bezogen, weswegen der heutige Stamm auch als Abitibi-Témiscamingue bezeichnet wird. Das ursprünglich 52 Hektar große Reservat wurde 1979 auf 90,53 Hektar vergrößert. Zudem teilen sie sich mit der Wahgoshig First Nation das Reservat Abitibi #70, am Südufer des Lake Abitibi, das ca. 7.770,1 Hektar umfasst. 2006 feierte die Abitibiwinni First Nation den hundertsten Jahrestag des Vertrages mit Kanada unter Leitung des Häuptlings Harry McDougall.
In der Nachbarschaft entstanden weitere Reservate, wie das Eagle Village, das 1974 für die 1965 anerkannte Kipawa Band eingerichtet wurde, die nach ihrem Wohnort heute als Eagle Village First Nation bezeichnet wird. Dagegen leben die Kitcisakik (offiziell: Kitcisakik First Nation bzw. Communauté Anicinape de Kitcisakik) als einziger Stamm der Provinz noch nomadisch, wenn sie auch durch die Einrichtung des Parc La Vérendrye bedrängt werden, genauso wie durch Holzeinschlag, den Bau des Highway 117 und Dammbauten am Lac Dozois. 2003 akzeptierte die Gruppe einen Dorfbauplan, ansonsten leben sie in Sommer-Zeltdörfern am Grand-Lac-Victoria und in Wintercamps am Lac Dozois. Sie halten den Motorschlitten-Trail zwischen Outaouais und dem Val d’Or frei, leben überwiegend ohne Strom- und Wasserversorgung.

## Demographie und staatlich anerkannte Status-Indianer
2004 waren 814 Menschen als Stammesangehörige registriert, von denen 518 im Pikogan-Reservat lebten. Im November 2009 galten 915 Menschen als Status-Indianer, und damit als anerkannte Angehörige des Conseil de la Première Nation Abitibiwinni. Davon lebten 566 im Reservat, 31 in anderen Reservaten, eine Frau lebte auf Kronland, die übrigen 317 lebten außerhalb des Reservats. Im Juni 2012 zählten die Abitibiwinni bereits 989 Stammesmitglieder.